# Latsch
Latsch (italià Laces) és un municipi italià, dins de la província autònoma de Tirol del Sud. És un dels municipis del districte i de Vinschgau. L'any 2007 tenia 5.006 habitants. Comprèn les fraccions de Goldrain (Coldrano), Morter, St. Martin am Kofel (San Martino al Monte) i Tarsch (Tarres). Limita amb els municipis de Kastelbell-Tschars (Castelbello-Ciardes), Martell (Martello), Schnals (Senales), Schlanders (Silandro), i Ulten (Ultimo).

## Situació lingüística
| Pertinença lingüística (cens 2001) | 97,32% alemany |
| Pertinença lingüística (cens 2001) | 2,61% italià   |
| Pertinença lingüística (cens 2001) | 0,07% ladí     |

## Administració

Territori comunal

| Període | Identitat  | Partit |
| ------- | ---------- | ------ |
| 2004-   | Karl Weiss | SVP    |